# Malaipea
Malaipea is een bestuurslaag in het regentschap Alor van de provincie Oost-Nusa Tenggara, Indonesië. Malaipea telt 696 inwoners (volkstelling 2010).